# La habitación azul (novela)
La habitación azul (título original en francés: La chambre bleue ) es una novela del escritor belga Georges Simenon. Fue escrita en Échandens (llamado “Noland” por Simenon) del 24 de mayo al 5 de junio de 1963 y publicada por Presses de la Cité el 25 de enero de 1964. La novela fue adaptada al cine por Mathieu Amalric en 2014.
La habitación azul de un hotel es el escenario de las aventuras habituales del padre de familia Tony Falcone con una antigua compañera de clase que también está casada. Pero el asunto aparentemente casual tiene consecuencias. Falcone es arrestado y sólo después de muchos interrogatorios queda claro de qué se le acusa.

## Argumento
Tony Falcone es hijo de inmigrantes italianos y vive como vendedor autónomo de maquinaria agrícola en Saint-Justin-du-Loup, en la región de Poitiers. Tiene una esposa llamada Gisèle y una hija de seis años llamada Marianne. Incluso sin una profunda pasión en su relación, ve a Gisèle como su compañera de vida. Sin embargo, también tiene numerosas aventuras extramatrimoniales, incluida una con Andrée Despierre, una excompañera de clase que, como recién ahora descubre, lo ha amado durante toda su vida. Como Tony nunca estuvo interesado en ella, se casó con su antiguo compañero de escuela Nicolas, el tendero local que sufre ataques de epilepsia. Cuando se reencuentran, ella muestra su posesividad mordiendo los labios de Tony. Después de hacer el amor en la habitación azul del hotel del hermano de Tony, que ofrece refugio a su aventura, ella le pregunta: "¿Es cierto que podrías pasar toda tu vida conmigo?". Y cuando Tony dice que sí a la ligera, ella insiste: "¿No tendrías miedo?". Y: “¿Y si fuera libre? ¿Te liberarías tú también? 
Un tren que pasa hace que Tony no pueda responder, pero de repente siente una amenaza. Evita encontrarse con Andrée durante las próximas semanas, busca estar más cerca de Gisèle y Marianne que antes y se va de vacaciones con su familia por primera vez a Les Sables-d'Olonne, donde pasan un tiempo idílico. Pero luego recibe la noticia de que Nicolas ha muerto y, peor aún, una carta de Andrée: “¡Ahora tú!” El 17 de febrero los acontecimientos llegan a su clímax. Tony va de compras para su esposa, algo que rara vez hace; se encuentra con Andrée en el supermercado por primera vez en muchas semanas. Ella le entrega un frasco de mermelada de ciruela que pidió su esposa. Cuando regresa a casa del trabajo esa noche, arrestan a Tony. Gisèle está en el hospital con signos de envenenamiento, y luego muere. Se descubren trazas de estricnina en la mermelada de ciruela. Una exhumación posterior de Nicolás sugiere que él también fue envenenado.
Los hechos se le revelan a Tony sólo gradualmente a lo largo de muchos interrogatorios. En sus conversaciones con abogados y jueces de instrucción, se da cuenta una y otra vez de que no puede contar la historia real de su matrimonio y de su aventura, que sus interlocutores tienen opiniones preconcebidas o que simplemente no tiene palabras para hacerse entender. También se vuelve sospechoso al negar hechos que pueden ser fácilmente probados, como las cartas que le envió Andrée, y no quiere creer en sus premoniciones de un desastre inminente, ni siquiera en retrospectiva. Hace tiempo que la prensa prejuzga a los amantes que asesinaron a sus cónyuges. Al final, un jurado declara culpables a ambos: Andrée por el asesinato de su marido, Tony por el asesinato de su esposa. Ambas penas de muerte se conmutan por trabajos forzados de por vida. En el tumulto que sigue al veredicto, Andrée se vuelve hacia Tony y anuncia triunfalmente: "¡Ves, Tony, no nos separaron!".

## Interpretación
Para Nicole Geeraert, La habitación azul  es una novela sobre el “destino inevitable”.  Lucille F. Becker la lee como un “ejemplo de advertencia” de los resultados devastadores de una obsesión sexual, que Simenon describió en las escenas sexuales más detalladas y gráficas de su obra. Uno de sus temas básicos está vinculado con ello: la insuficiencia del sistema jurídico francés y las debilidades de un proceso judicial que, en última instancia, conduce a una víctima judicial inocente. La trama se describe desde el punto de vista del protagonista, alternando sus recuerdos de acontecimientos pasados con el interrogatorio de un juez de instrucción. 
Según Franz Schuh, se trata de “un libro sobre palabras”: “de repente, cuando uno piensa en el significado que tenían, de repente significan algo completamente diferente”. La afirmación de Tony a la pregunta de Andrée sobre si quería pasar toda su vida con ella fue una respuesta desde el momento, desde el estado de ánimo de una felicidad que pasa, mientras el amado espera un vínculo duradero. La novela gira “sobre la duración y el momento, sobre la inmediatez y la reflexión”. La vida y su posterior investigación no pueden llevarse a un denominador común. Tony tiene que darse cuenta de que “no puede llevar su lenguaje al nivel requerido, especialmente cuando dice la verdad”. En un proceso judicial se espera que cada acción tenga un motivo, y si no puede demostrarlo, el acusado parece incomprensible o incluso culpable. 
John Banville describe la tendencia de Simenon a ver a la mujer como "un fenómeno terrible, un demonio que corre por el mundo de los hombres en una especie de furia erótica, a la vez irresistible y destructiva". Andrée en La habitación azul es también una arpía asesina, una ménade intoxicada por el amor, la violencia y la venganza, cuya radiante belleza se revela a Tony en la escena final.  Mientras Banville celebra la novela como una "obra maestra", como "una verdadera y brillante obra de arte" y compara a Simenon con Kafka, Thorsten Paprotny objeta que Vladimir Nabokov o Philip Roth podrían haber hecho más con la historia. La novela de Simenon no es un "análisis ingenioso y artístico del alma humana y sus obsesiones", pero sigue siendo "una novela policíaca apasionante y lograda que vale la pena leer y que es muy respetable 

## Adaptaciones
- En 2014, el largometraje de Mathieu Amalric La habitación azul se estrenó en el Festival Internacional de Cine de Cannes. Los papeles principales los desempeñaron el propio Amalric y Léa Drucker. Según Josef Schnelle, la novela de Simenon se consideraba hasta ahora “infilmable”. [7] Para Kaspar Heinrich, sin embargo, la novela “siempre ha sugerido una adaptación cinematográfica; el significado de momentos aparentemente incidentales se conserva tan bien en la pantalla como en el papel.[8] Para Marli Feldvoß, la novela de Simenon es “un guion perfecto” y el personaje principal es una figura típica de Simenon: “Un héroe indefenso que no sabe lo que hace, por qué lo hace ni lo que le sucede.[9]